# 낙태 권리 운동

임신한 사람이 원하는 경우 합법적 낙태 가능
임신한 사람의 생명 및 심신건강, 강간으로 인한 임신, 태아의 선천성 질환, 사회경제적 상황을 이유로 합법적 낙태 가능
임신한 사람의 생명 및 심신건강, 강간으로 인한 임신, 태아의 선천성 질환을 이유로 합법적 낙태 가능
임신한 사람의 생명 및 심신건강, 강간으로 인한 임신을 이유로 합법적 낙태 가능
임신한 사람의 생명 및 심신건강을 이유로 합법적 낙태 가능
합법적 낙태 불가능
지역에 따라 다름
정보 없음

낙태 권리 운동은 임신한 사람이 자신의 임신을 지속하거나 선택할 권리를 보장하기 위한 운동이다. 성교육에 접근할 권리와 안전하고 합법적으로 낙태, 피임 및 불임치료를 받을 권리 및 강제 낙태로부터 보호받을 권리 등을 포함하는 생식권의 보장을 요구한다.
다음과 같은 경우에 미페프리스톤 등 약물을 이용한 낙태와 임신중절수술의 합법화를 주장한다.
- 임신한 사람이 낙태하기를 원하는 경우
- 임신한 사람의 생명이나 심신건강이 위험한 경우
- 강간에 의한 임신
- 태아의 선천성 장애
- 사회경제적 문제

## 같이 보기
- 낙태
- 임신
- 생식
- 생식권